# Euploea crameri
Euploea crameri är en fjärilsart som beskrevs av Lucas 1853. Euploea crameri ingår i släktet Euploea och familjen praktfjärilar. Inga underarter finns listade i Catalogue of Life.

## Bildgalleri

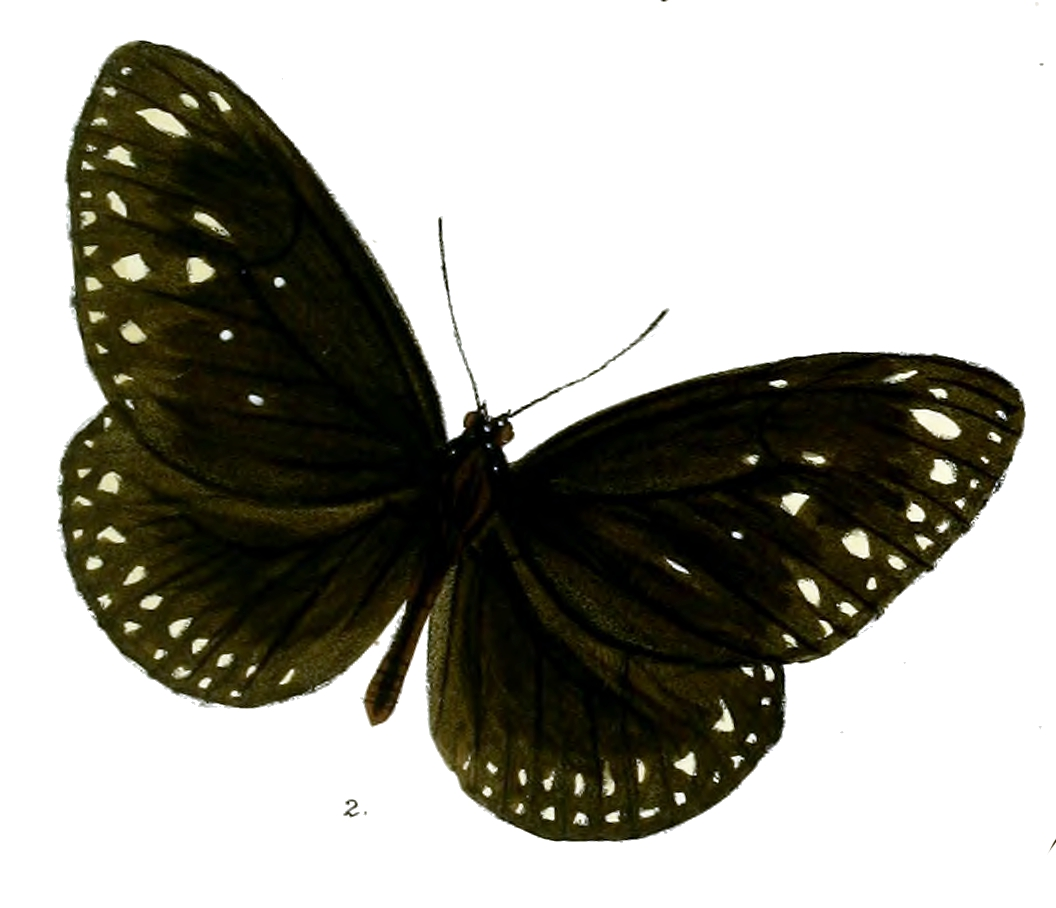
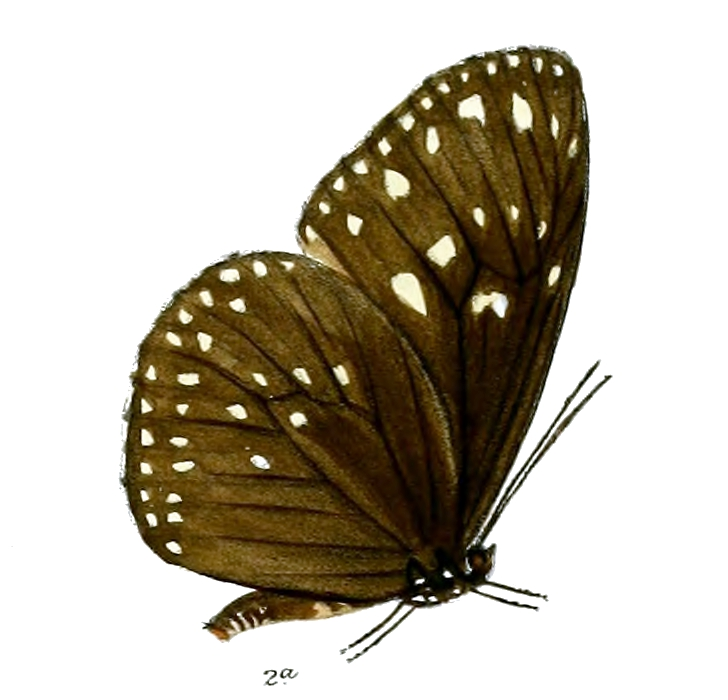
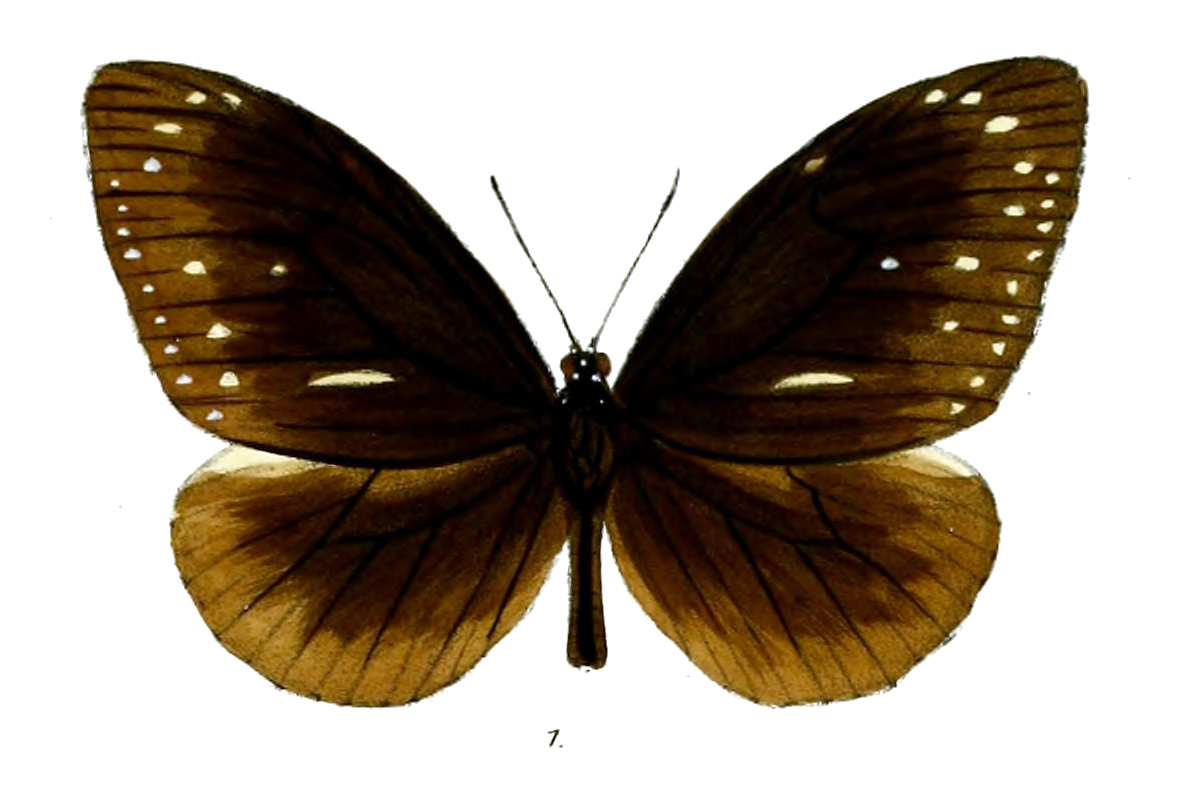
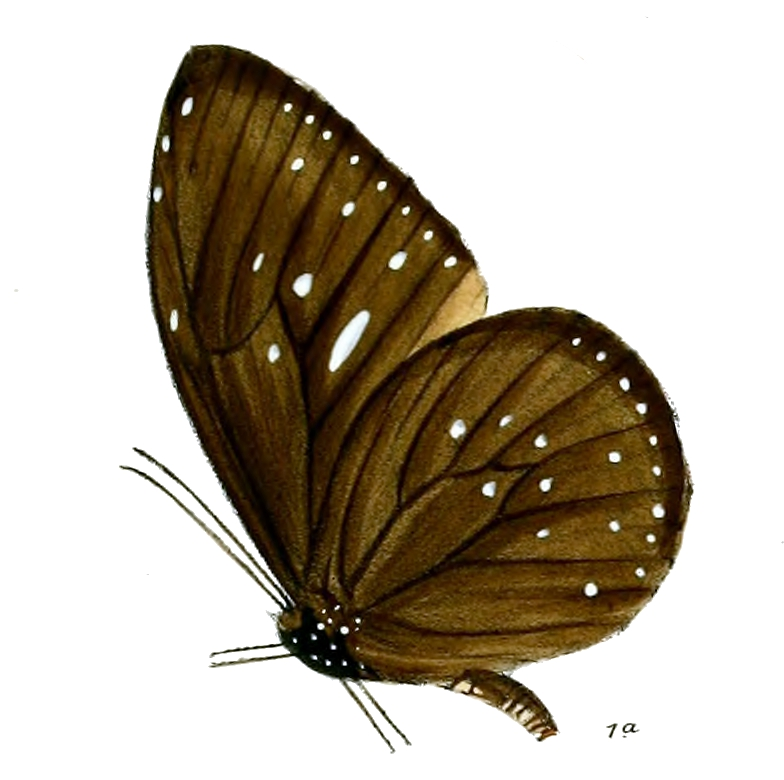
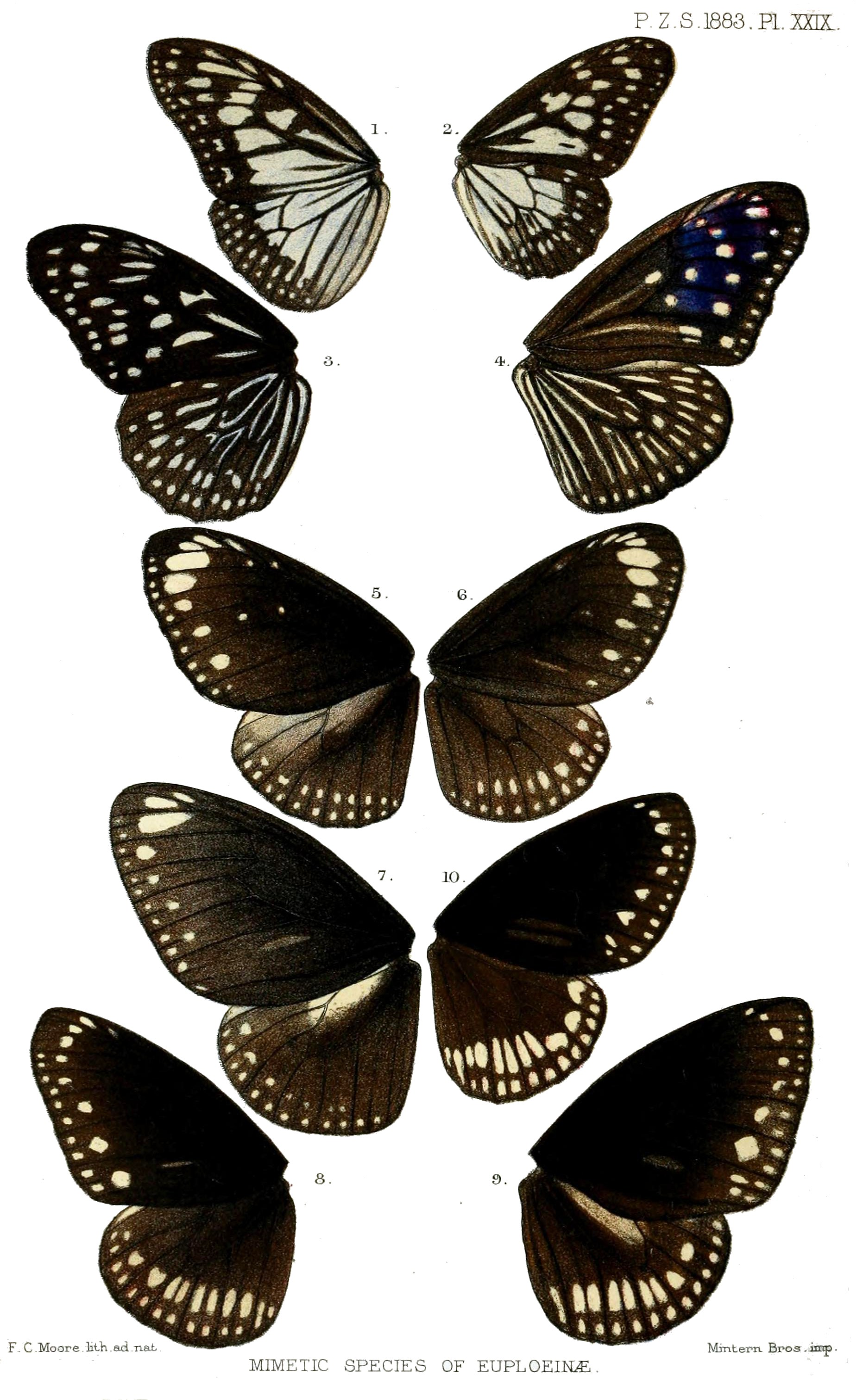
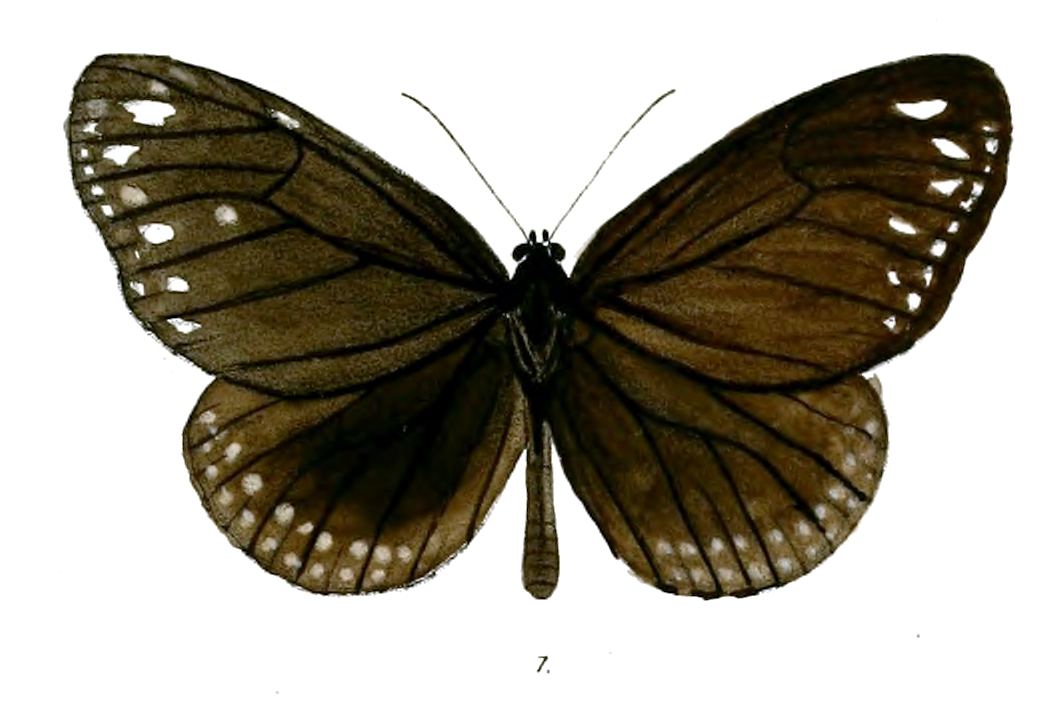